# الشفاء بنت هاشم
الشفاء بنت هاشم، وقيل أشفاء بنت هاشم، هي بنت هاشم بن عبد مناف، وأخت عبد المطلب وأسد، وكانت الشفاء عند هاشم بن المطلب، فولدت له عبد يزيد بن هاشم، وكان يقال له " المحض "، قال مصعب بن عبد الله الزبيري: «قال مصعب: المحض يكون من ابن عم وابنة عم، وعلى بن أبي طالب محض، يقال: إنه أول مولود ولد بين هاشميين.».
وقالت الشفاء بنت هاشم ترثي أباها:
وقالت الشفاء بنت هاشم تبكي أخاها عبد المطلب: